# Paulaner Salvator
Paulaner Salvator is een Duits bokbier van lage gisting.
Het bier wordt gebrouwen in de Paulaner Brauerei te München. 
Het is een roodbruin bier, type dubbelbok met een alcoholpercentage van 7,9%. Dit bier werd door de monniken gebrouwen ter vervanging van voedsel tijdens de vastentijd. Het bier zou nog altijd gebrouwen worden volgens het oude recept van broeder Barnabas, de brouwmeester van het klooster vanaf 1773. De naam Salvator werd gepatenteerd in 1896. 

## Prijzen
- Beste Bockbier Competitie 2012: eerste plaats in de categorie Buitenlands bockbier.